# خوشنام (دولت أباد)
خوشنام (بالفارسية: خوشنام) هي قرية تقع في إيران في قسم دولت أباد الريفي. يقدر عدد سكانها بـ 288 نسمة بحسب إحصاء 2016.